# Walter Nichelmann
Walter Nichelmann (* 3. März 1911 in Berlin; † 3. August 1992 in Bad Belzig) war ein deutscher Schriftsteller des Sozialistischen Realismus.

## Leben und Wirken
Walter Nichelmann wurde 1911 in Berlin als Sohn eines Straßenbahners geboren. Als kleiner Junge zog er mit der ganzen Familie aufs Land nach Schlalach in Brandenburg, wo der Vater das Erbe einer bescheidenen Bauernwirtschaft antrat. Schon bald musste der Schüler einer einklassigen Volksschule dem Vater tüchtig zur Hand gehen. Von 1925 bis 1935 arbeitete er vollwertig auf dem Hof mit. In den Jahren 1930 bis 1935 schrieb er in der Freizeit Kurzgeschichten und Zeitungsartikel heimatkundlichen Charakters.
Von 1935 bis 1936 arbeitete Nichelmann als Holzschleifer in einer Polstergestellfabrik der Region. In dieser Zeit betrieb er ein intensives Selbststudium in Deutsch und Englisch. 1937 wurde er Kontrollassistent des uckermärkischen Herdbuchverbandes mit Sitz in Prenzlau. Seine eigentliche Tätigkeit bestand in der Milchleistungskontrolle, deretwegen er jeden Tag mit dem Fahrrad von Hof zu Hof fuhr. Das Einkommen erlaubte es ihm, eine Familie zu gründen und eine Wohnung in Hardenbeck nahe Prenzlau zu beziehen. Viele seiner Erlebnisse hielt er in der Absicht, sie schriftstellerisch zu verarbeiten, fest.
Von 1939 bis 1945 kämpfte er in der Wehrmacht, wurde bei Kriegsende von den Sowjets gefangen genommen, aber schon Ende des Jahres aus der Gefangenschaft entlassen.
Ab 1946 war er wieder wohnhaft auf dem nun ererbten Hof in Schlalach und ging auch seinem letzten Beruf als Milchprüfer, diesmal bei der Vereinigung für die Lenkung der milchwirtschaftlichen Industrie in Bad Belzig, wieder nach. Von Bad Belzig aus war er zuständig für die Molkereien der Kreisstadt sowie für die Abgabestellen in Brück, Treuenbrietzen und Wiesenburg. Er holte seine Familie nach und begann in der Freizeit mit der Aufbereitung seiner biografischen Aufzeichnungen.
Im 1958 erschienenen Roman Ein Krämer kam ins Dorf verknüpfte er real Erlebtes mit fiktiven Überlegungen und spiegelte so die Verhältnisse auf einem typischen Gutshof der Vorkriegszeit mit all seinen Spannungen. Der Roman wurde im Nordosten der DDR gerne gelesen. Als Nächstes widmete er sich in Im Labyrinth seinen Kriegserlebnissen. Der im Verlag der Nation angekündigte beziehungsweise auf der Buchmesse vorgestellte Roman kam jedoch nicht in den Handel. Das Manuskript befindet sich im Bundesarchiv. Die Erzählung Hinter der Rampe aus dem Folgejahr erschien in der broschierten Reihe Treffpunkt heute und handelt von einer Molkereigenossenschaft, in der streckenweise Eigensinn herrscht – vom kleinen „Abzweigen“ für den Eigenbedarf bis hin zu großangelegtem Westhandel. Die sich zusammenraufende Gemeinschaft obsiegt darin über den „Volksschädling“.
1960 wurde Nichelmann in den Schriftstellerverband der DDR aufgenommen. 1962 veröffentlichte sein Stammverlag Mitteldeutscher Verlag den 640 Seiten starken Entwicklungsroman Die andere Heimat. Das Thema oder der Schwerpunkt des Romans wird heute als jugendliche „Suche nach Abenteuern“ angegeben: Der Protagonist habe die gleichförmige Feldarbeit, „die engstirnige Verwandtschaft und die viel zu oft gesehene Landschaft“ satt und sehne sich nach der Weltstadt Berlin. Ein in der DDR erschienenes Schriftstellerlexikon sah die Botschaft vor allem politisch, nämlich als Reifeprozess „zu der Erkenntnis, daß sich der Kampf der proletarischen Landbevölkerung mit dem der Arbeiter vereinen muß“.
Walter Nichelmann übte weiter seinen eigentlichen Beruf des Milchprüfers aus und lebte auf dem Schlalacher Anwesen, bis er Anfang August 1992 im Alter von 81 Jahren in einem Seniorenheim Bad Belzig starb. Der Journalist und Autor Johannes Nichelmann ist sein Urenkel.

## Rezeption
In dem zur DDR-Zeit in Leipzig erschienenen Meyers Taschenlexikon: Schriftsteller der DDR wird Ein Krämer kam ins Dorf ein knapper, dennoch detailreicher Stil bescheinigt. Herausgearbeitet seien „die Not der Dörfler sowie die sozialen Auseinandersetzungen auf ostelbischen Rittergütern zur Zeit der Weimarer Republik“. Wolfgang Joho sah dies in seiner ausführlichen Rezension in der Neuen Deutschen Literatur ebenso: „[F]lott geschrieben und entsprechend flüssig zu lesen“ sei die Schilderung „eines gutsherrlichen Dorfes und seiner Menschen in den Jahren der Weimarer Republik“. Allerdings habe der geschmeidige Stil den Nachteil, dass der Leser nicht aufgerüttelt und erschüttert werde. Hinzu käme, dass die Figuren zu klischeehaft gezeichnet seien – dass ihnen die „unverwechselbare Individualität“ fehle. Schließlich würde eher „Gartenlaube-Kolportage“ statt Klassenkampf die Handlung bestimmen. Irmtraut Schreck beurteilte den Roman weniger kritisch. Sie schrieb im Sonntag: „In der Gestalt des Paul Redlich zeichnet Nichelmann das Schicksal eines Arbeiters, der den Fatalismus der Unwissenheit niederringt und sich allen politischen Bestechungsversuchen zum Trotz für den Kampf gegen die Unterdrückung seiner Klasse entscheidet.“ Zur Figurenzeichnung meinte sie: „Der Roman des sechsundvierzigjährigen Autors ist sprachlich, in der Komposition und der feinen psychologischen Charakterisierung vieler Gestalten die Probe eines talentierten Erzählers.“ Lediglich der Protagonist bleibe „skizzenhaft, nicht in all [seiner] menschlichen Problematik ausgeschöpft“.
Der Sonntag ließ auch das zuletzt erschienene, wieder größtenteils im bäuerlichen Milieu spielende Buch besprechen. Dabei führte Ruth Schmalz zunächst den im Sohn rumorenden „Widerspruch“ von Bauernberuf und Wissensdrang an, der sich zum Vaterkonflikt aufbaut. Die ökonomische Lage auf dem Land hat dem Sohn „die Augen für die gesellschaftlichen Ursachen seiner Situation geöffnet. Er will den Teufelskreis durchbrechen, der die Väter zwingt, die Kinder als billigste Arbeitskraft auszubeuten. Nach vielen Um- und Irrwegen begreift er, daß ein gemeinsamer Kampf Arbeiter und Landbevölkerung vereinen muß. Er will in die Stadt, um an der Seite der Arbeiter zu lernen, wie dieser Kampf geführt werden muß, wissender wird er aufs Dorf zurückkehren.“ Die auftretenden Personen seien, schrieb die Rezensentin, „im wesentlichen aus der Sicht des Helden gestaltet worden – und das ist über weite Strecken des Romans eine sehr beschränkte Sicht, bedingt durch die Unreife der Hauptgestalt“. Die Personen inklusive der Hauptperson selbst blieben ohne Anziehungskraft auf die Leser. „Gefühle und Gedanken werden zu vordergründig dargeboten, bleiben zu sehr im Mittelmäßigen stecken. Der Autor läßt nur wenig Raum für schöpferisches Mitdenken und schmälert dadurch den ästhetischen Genuß.“

## Werke
- Ein Krämer kam ins Dorf. Roman. Mitteldeutscher Verlag, Halle (Saale) 1958.
- Hinter der Rampe. Erzählung (= Treffpunkt heute). Mitteldeutscher Verlag, Halle (Saale) 1959.
- Die andere Heimat. Roman. Mitteldeutscher Verlag, Halle (Saale) 1962.